# Звено (история)
Звено — специальный термин, означавший отдельные части засечной черты в Московском государстве, которые поручались для надзора известным ближайшим населённым пунктам и были на их ответственности.
В случае дозора и описания засечной черты их результаты нередко заносили в книги в последовательном порядке расположения звеньев. В качестве примера такого дозора и описания можно указать на дозорную книгу Козельской столпицкой засеки, составленную в июне 1677 года. Выдержки из неё содержатся в брошюре «Засечные книги как историко-географический и археологический источник» (СПб., 1892, стр. 5).